# Amelia Walsh
Pour les articles homonymes, voir Walsh.
Amelia Walsh, née le 2 août 1992 à Kitchener, est une coureuse cycliste canadienne. Spécialiste des épreuves sur piste de 2017 à 2020, après avoir concouru en BMX de 2012 à 2016.

## Palmarès sur piste

### Championnats du monde
- Hong Kong 2017
  - 5e de la vitesse par équipes (avec Kate O`Brien)
- Apeldoorn 2018
  - 26e de la vitesse

### Coupe du monde
- 2016-2017
  - 2e de la vitesse par équipes à Los Angeles (avec Kate O`Brien)

### Jeux panaméricains
- Lima 2019
  -  Médaillée d'argent de la vitesse par équipes (avec Kelsey Mitchell)

### Championnats panaméricains
- Couva 2017
  -  Médaillée d'argent de la vitesse par équipes (avec Stephanie Roorda)
- Aguascalientes 2018
  -  Médaillée de bronze de la vitesse par équipes (avec Lauriane Genest)
  -  Médaillée de bronze du keirin
  - Sixième du 500 mètres[1]
  - Neuvième de la vitesse individuelle[2]
- Cochabamba 2019
  -  Médaillée d'argent de la vitesse par équipes (avec Kelsey Mitchell)

### Championnats nationaux
- 2018
  -  Championne du Canada de vitesse par équipes
  - 2e du 500 mètres
  - 2e du keirin
  - 2e de la vitesse
- 2019
  - 2e de la vitesse par équipes
  - 3e du keirin
- 2020
  - 3e de la vitesse par équipes
  - 3e du keirin

### Autres
- 2017
  - 2e de Los Angeles (vitesse par équipes)
  - 3e de Trofeu Literio Augusto Marques (500 mètres)
- 2018
  - 3e de Trofeu Literio Augusto Marques (keirin)
- 2019
  - 3e de Festival of Speed

## Palmarès de BMX

### Championnats du monde
- Heusden-Zolder 2015
  - 27e du BMX

### Championnats nationaux
- Championne du Canada de BMX 2014 et 2015[3]